# Risla
Risla är en ö i Finland. Den ligger i Finska viken och i kommunen Fredrikshamn i den ekonomiska regionen  Kotka-Fredrikshamn i landskapet Kymmenedalen, i den södra delen av landet. Ön ligger omkring 14 kilometer öster om Kotka och omkring 130 kilometer öster om Helsingfors.
Öns area är 3,7 hektar och dess största längd är 390 meter i sydöst-nordvästlig riktning. Ön höjer sig omkring 10 meter över havsytan.